# Scarecrows
Pour plus de détails, voir Fiche technique et Distribution.
Scarecrows est un film d'horreur américain réalisé par William Wesley et sorti en 1988.

## Fiche technique
Sauf indication contraire, les informations mentionnées dans cette section peuvent être confirmées par la base de données cinématographiques IMDb,  présente dans la section « Liens externes ».
- Titre original :  Scarecrows
- Réalisation : William Wesley
- Scénario :
- Direction artistique :
- Costumes :
- Montage :
- Musique :  Terry Plumeri
- Production :
- Sociétés de production :
- Société de distribution :
- Pays d'origine :  États-Unis
- Langue originale : anglais
- Format :
- Genres : horreur
- Durée :
- Date de sortie :
  - États-Unis : 1988

## Distribution
- Ted Vernon : Corbin
- Michael David Simms : Curry
- Richard Vidan : Jack
- Kristina Sanborn : Roxanne
- Victoria Christian : Kellie
- David James Campbell : Al
- B. J. Turner : Bert
- Tony Santory : Jakob Fowler
- Phil Zenderland : Norman Fowler
- Mike Balog : Benjamin Fowler